# أول باوس
أول باوس (بالبوكمول: Ole Paus) هو دبلوماسي وضابط نرويجي، ولد في 26 أكتوبر 1910 في فيينا في النمسا، وتوفي في 6 أبريل 2003 في أوسلو في النرويج.